# Ziese (Familienname)
Ziese ist ein Familienname, der aus dem niedersorbischen (cyz) bzw. dem obersorbischen (cizik) entlehnt wurde und der Zeisig bedeutet. Namensvarianten sind Ziesch, Ziesche, Zieske und Zschiesche.

## Namensträger
- Burkhard Ziese (1944–2010), deutscher Fußballtrainer
- Carl Ziese (Ingenieur) (1848–1917), deutscher Schiffbauingenieur
- Carl Jakob Ziese (1825–1868), deutscher Orgelbaumeister
- Christa Maria Ziese (1924–2012), deutsche Lied-, Konzert- und Opernsängerin (Sopran)
- Elisabeth Ziese (1854–1919), deutsche Pianistin und Organistin
- Johannes Heinrich Ziese (1820–1907), deutscher evangelisch-lutherischer Geistlicher
- Maxim Ziese (1901–1955), deutscher Dramatiker und Schriftsteller
- Torsten Ziese (* 1962), deutscher Spieleautor, siehe Torsten Marold